# Eukoenenia draco
Espèce
Synonymes
- Koenenia draco Peyerimhoff, 1906

Eukoenenia draco est une espèce de palpigrades de la famille des Eukoeneniidae.

## Distribution
Cette espèce est endémique de Majorque aux îles Baléares en Espagne. Elle se rencontre dans les Coves del Drac, Coves des Pirata et la Cova des Pas de Vallgornera.

## Description
La femelle holotype mesure 2,8 mm.
C'est une espèce troglobie.

## Systématique et taxinomie
La sous-espèce Eukoenenia draco zariquieyi a été élevée au rang d'espèce par Mayoral et Barranco en 2013.

## Publication originale
- Peyerimhoff, 1906 : Sur l'existence à Majorque du genre Koenenia. Bulletin de la Société entomologique de France, vol. 1906, p. 300-302 (texte intégral).